# Mississippi (film, 1935)
Pour les articles homonymes, voir Mississippi.
Pour plus de détails, voir Fiche technique et Distribution.
Mississippi est un film américain réalisé par Wesley Ruggles et A. Edward Sutherland, sorti en 1935.

## Synopsis
Le commodore Jackson est le capitaine d’un bateau navigant sur le Mississippi à la fin du XIXe siècle. Il voit rejoindre à son équipage, Tom Grayson, disgracié pour avoir refusé de se battre en duel avec le Major Patterson. Le capitaine va inculquer ses valeurs à ce jeune marin. 

## Fiche technique
- Titre : Mississippi
- Titre original : Mississippi
- Réalisation : Wesley Ruggles et A. Edward Sutherland
- Scénario : Claude Binyon, Jack Cunningham, Francis Martin, Herbert Fields (non crédité) et Dore Schary (non crédité) d'après l'histoire Magnolia de Booth Tarkington
- Production : Arthur Hornblow Jr.
- Société de production et de distribution : Paramount Pictures
- Musique : Howard Jackson
- Photographie : Charles Lang et Karl Struss (non crédité)
- Montage : Chandler House
- Direction artistique : Hans Dreier et Bernard Herzbrun
- Pays de production :  États-Unis
- Langue : Anglais
- Format : Noir et blanc - Son : Mono (Western Electric Noiseless Recording)
- Genre : comédie musicale
- Durée : 80 minutes
- Date de sortie : 
  - États-Unis : 22 mars 1935

## Distribution
- Bing Crosby : Tom Grayson

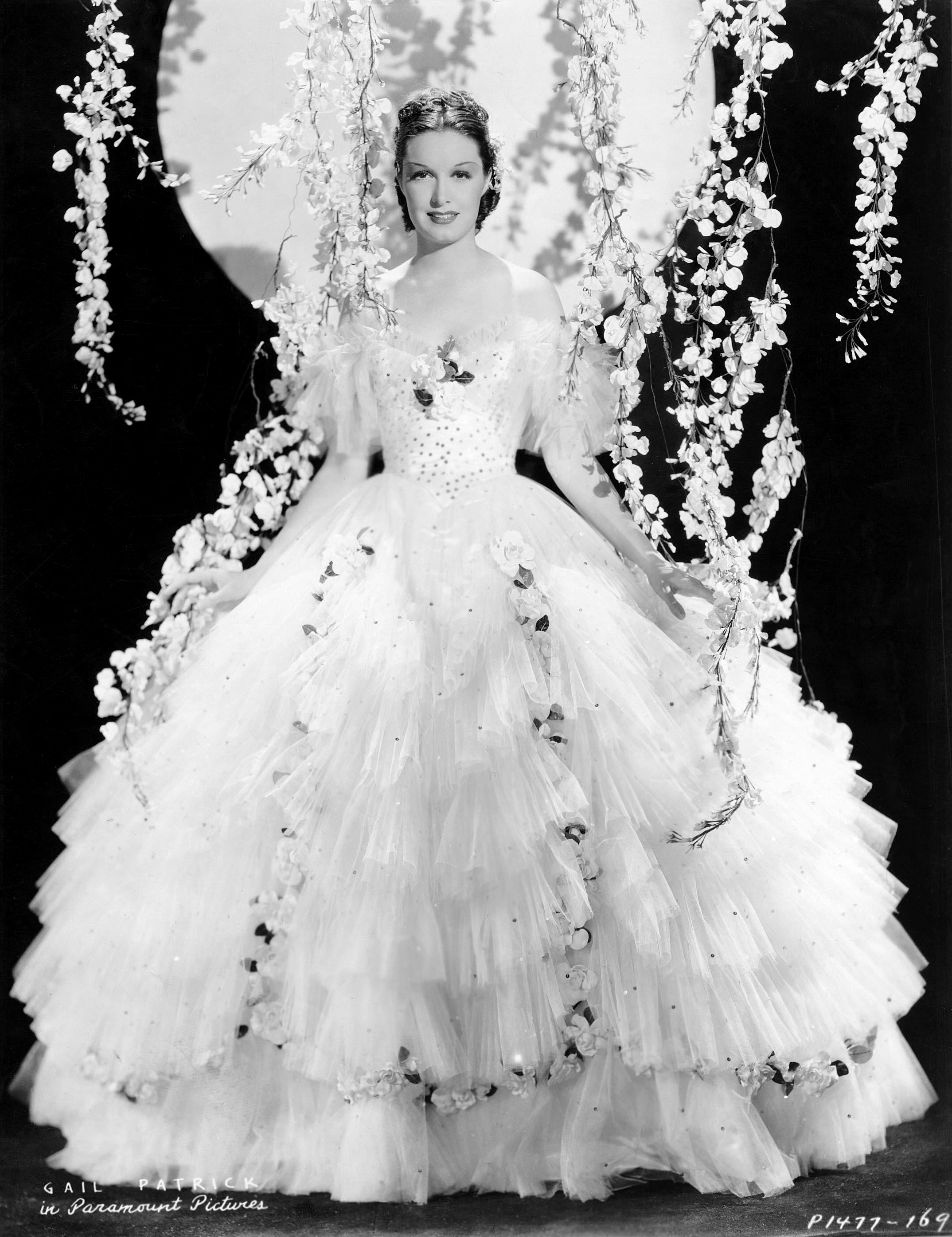
Gail Patrick, photo promotionnelle pour le film.

- W. C. Fields : Contre-amiral Jackson
- Joan Bennett : Lucy Rumford
- Gail Patrick : Elvira Rumford
- Queenie Smith : Alabam
- Claude Gillingwater : Général Rumford
- John Miljan : Major Hilary Patterson
- Fred Kohler : Capitaine Blackie
- Edward Pawley : Joe Patterson
- Theresa Maxwell Conover : Mlle Markham
- Paul Hurst : Hefty
- John Larkin : Rumbo
- Libby Taylor : Lavinia
- The Cabin Kids

Acteurs non crédités
- Jules Cowles : Le barman
- Clarence Geldart : Directeur de l'hôtel
- Mahlon Hamilton : Un joueur
- Charles King
- Jean Rouverol : Une amie d'enfance de Lucy
- Ann Sheridan : Une écolière